# Lydia Duif
Lydia Olga Anna Duif-Hoeffelman (Den Haag, 19 juni 1903 – aldaar, 28 augustus 1993) was een Nederlands schilder, tekenaar en etser.

## Leven en werk
Hoeffelman was een dochter van ir. Rudolf Gustaaf Hoeffelman en Anna Ouchine. Haar vader was geboren in Paramaribo, haar moeder in Sint-Petersburg. Door het werk van vader woonde het gezin een aantal jaren in Istanboel en Konya, beide in Turkije, en in Nederlands-Indië tot het in 1915 terugkeerde naar Den Haag. Op 14-jarige leeftijd kreeg Hoeffelman les van Suze de Lint, na haar middelbare school kreeg ze in Parijs les van de Russische schilder George Morozov. Terug in Den Haag kreeg ze nog tekenles van Willem van den Berg (1926). In 1929 trouwde ze met Cornelis Duif (1896-1962), actuaris AG.
Duif-Hoeffelman tekende en schilderde landschappen, bloemstillevens en portretten. Ze schilderde ook moderne iconen en publiceerde in 1977 een boekje over iconenkunst. Ze was bestuurslid van de Haagse afdeling van de Beroepsvereniging van Beeldende Kunstenaars en exposeerde onder andere bij de kunstzalen Bennewitz en Plaats. In 1988, ze was toen 85, exposeerde ze nog op de Bredase Kunstbeurs. Ze gaf les aan Anke Alberda, Paula Douw-Voerman, Huub Hierck, Jaap Nanninga en Bastiaan Vroegop.
Lydia Duif overleed in 1993, enkele weken na haar 90e verjaardag.

## Publicaties
- Lydia Duif (1977) Ikonen leren zien. Katwijk aan Zee: Servire. ISBN 9060775988
- Jan Verheyen (1980) Heiligen en dieren. Katwijk aan Zee: Servire. Illustraties van Lydia Duif.

- Biografisch Portaal: 14040795
- RKD-Nederlands Instituut voor Kunstgeschiedenis: 24657